# Bohumín (stacja kolejowa)
Bohumín (pol. Bogumin) – stacja kolejowa w Boguminie w kraju morawsko-śląskim w Czechach przy ulicy Ad. Mickiewicze 67. Znajduje się na wysokości 209 m n.p.m.
Została otwarta w 1847 r., kiedy to do Bogumina ze strony Morawskiej Ostrawy dotarła Kolej Północna – pierwszy pociąg przyjechał na stację 1 maja 1847, w tym samym roku powstał również pierwszy budynek dworcowy, kolejny zbudowano w 1860.
Stacja powstała w szczerym polu, w odległości około 3 km od ówczesnego Bogumina (dzisiejszej dzielnicy Stary Bogumin). Przyczynił się do tego niechętny kolei lokalny proboszcz, który odmówił sprzedania pod budowę części działki kościelnej. Interwencja mieszkańców u cesarza austriackiego, który przystał na ich prośby, pozwoliła jednak na budowę stacji nieco dalej od miasta. W 1848 dotarła do niej również Kolej Wilhelma, a 18 marca 1872 r. uruchomiono Kolej Koszycko-Bogumińską. W efekcie stacja stała się ważnym węzłem komunikacyjnym, a tereny wokół niej zaczęły się szybko rozwijać, dając początek Nowemu Boguminowi.
Na początku XX wieku dworzec został przebudowany w stylu neorenesansowym, wybudowano też perony i zmodernizowano zaplecze. Podczas II wojny światowej, 28 sierpnia 1944 stacja została zbombardowana. Zniszczeń dokonały również wycofujące się oddziały niemieckie. Dworzec odbudowano w 1947. Po wojnie zelektryfikowano linię kolejową, a pierwszy pociąg ciągnięty przez lokomotywę elektryczną pojawił się tu 29 kwietnia 1963
3 lipca 1991 budynek dworca został wpisany do rejestru zabytków Republiki Czeskiej. W połowie lat 90. wyremontowano dworzec. Gruntownej modernizacji, kosztującej 2,6 mld koron czeskich, stacja doczekała się dopiero w latach 2003–2005. Wybudowano nowe perony oraz wprowadzono elektroniczny system kontroli ruchu. Dworzec jest zaliczany obecnie do najładniejszych tego typu obiektów w Czechach.

## Połączenia kolejowe

### Linie międzynarodowe
Stacja Bohumín jest międzynarodowym węzłem komunikacyjnym, za granicą kursuje wiele bezpośrednich linii dziennych i nocnych. Międzynarodowe linie bezpośrednie obsługiwane są przez České dráhy i Leo Express. Pociągi te zatrzymują się również w niektórych mniejszych miejscowościach na trasie.
- Słowacja – Bańska Bystrzyca, Bratysława, Żylina, Poprad, Koszyce, Preszów, Zvolen, Humenné .
- Polska - Gdynia, Hel, Katowice, Kraków, Kołobrzeg, Lublin, Warszawa, Przemyśl
- Austria – Wiedeń , Graz
- Węgry – Budapeszt
- Niemcy – Berlin

### Linie krajowe
Na stacji zatrzymują się liczne linie krajowe (w większości jest to stacja początkowa lub końcowa), które łączą Bohumín z dużymi czeskimi miastami, takimi jak Pilzno, Pardubice, Brno, Ołomuniec czy Ostrawa, Praga, Karlowe Wary i inne. W transporcie krajowym dworzec kolejowy obsługują pociągi przewoźników České dráhy, RegioJet, LEO Express itp.

## Linie kolejowe
Przez stację kolejową Bohumín przebiegają linie kolejowe:
- 271 Přerov – Bohumín
- 320 Bohumín – Mosty u Jablunkova
- 151 (Polska) Kędzierzyn-Koźle – Chałupki – Bohumín